# Thymbra calostachya
Thymbra calostachya ist eine Pflanzenart aus der Familie der Lippenblütler (Lamiaceae).

## Merkmale
Thymbra calostachya ist ein 20 bis 40 Zentimeter hoher, aufrechter oder aufsteigender Strauch. Die Blätter sind verkehrtlanzettlich, filzig, stumpf, dicklich und messen 5 bis 12 × 1,5 bis 3 Millimeter. Der Kelch ist 3 Millimeter lang, sein Schlund ist kahl. Die Krone ist weiß und 5,5 bis 6 Millimeter lang. Ihre Unterlippe ist länger als die Oberlippe.
Die Blütezeit reicht von Mai bis Juni.
Die Chromosomenzahl beträgt 2n = 30.

## Vorkommen
Thymbra calostachya ist auf Kreta in der Präfektur Lassiti endemisch. Die Art wächst auf Kalkfelsen an der Südküste in Höhenlagen von 0 bis 250 Meter.